# Frank W. Boykin
Frank William Boykin (Contea di Choctaw, 21 febbraio 1885 – Washington, 12 marzo 1969) è stato un politico statunitense, rappresentante dello stato dell'Alabama presso la Camera dei rappresentanti.

## Biografia
Boykin nacque a Bladon Springs, nella Contea di Choctaw, in Alabama.
Entrato in politica con il Partito Democratico. Nel 1935 quando il deputato John McDuffie si dimise dal Congresso, Boykin fu eletto al 74° e nei dodici successivi Congressi.